# Elezioni parlamentari in Norvegia del 2001
Le elezioni parlamentari in Norvegia del 2001 si tennero il 9-10 settembre per il rinnovo dello Storting. In seguito all'esito elettorale, Kjell Magne Bondevik, espressione del Partito Popolare Cristiano, divenne Ministro di Stato.

## Risultati
| Liste                                                      | Voti      | %     | Seggi |
| ---------------------------------------------------------- | --------- | ----- | ----- |
| Partito Laburista Norvegese                                | 612 632   | 24,29 | 43    |
| Høyre                                                      | 534 852   | 21,21 | 38    |
| Partito del Progresso                                      | 369 236   | 14,64 | 26    |
| Partito Socialista di Sinistra                             | 316 397   | 12,55 | 23    |
| Partito Popolare Cristiano                                 | 312 839   | 12,41 | 22    |
| Partito di Centro                                          | 140 287   | 5,56  | 10    |
| Venstre                                                    | 98 486    | 3,91  | 2     |
| Partito della Costa                                        | 44 010    | 1,75  | 1     |
| Alleanza Elettorale Rossa                                  | 30 015    | 1,19  | –     |
| Partito Politico                                           | 19 457    | 0,77  | –     |
| Partito dei Pensionati                                     | 17 940    | 0,71  | –     |
| Partito Cristiano di Unità                                 | 6 742     | 0,27  | –     |
| Partito Ambientalista I Verdi                              | 3 785     | 0,15  | –     |
| Lista di Sørland                                           | 2 407     | 0,10  | –     |
| Partito della Patria                                       | 2 353     | 0,09  | –     |
| Lista per il mantenimento dell'ospedale locale di Vestfold | 2 141     | 0,08  | –     |
| Partito Comunista di Norvegia                              | 1 726     | 0,07  | –     |
| Partito Popolare Norvegese                                 | 1 609     | 0,06  | –     |
| Altri <0,05%                                               | 4 906     | 0,19  | –     |
| Totale                                                     | 2 521 820 | 100   | 165   |